# BinaryX
BinaryX és un intercanvi d'actius digitals i criptomoneda amb llicència amb oficines a Tallinn i Kíev.
Fundador i CEO – Oleg Kurchenko.

## Història
BinaryX va ser fundada per l'empresari i inversor Oleg Kurchenko el 2019 a Tallinn, Estònia.
El 2020, BinaryX va llançar un terminal comercial.
A partir del 2020, BinaryX disposa d'un centre de formació – BinaryX Academy, on els usuaris poden fer cursos de comerç gratuïts i empreses - per obtenir la documentació necessària.
L'any 2021, l'empresa va rebre una llicència FVT000465 de l'Oficina Estònia de Blanqueig de Diners, que compleix amb la legislació europea i permet als usuaris oferir serveis per a transaccions de criptomoneda. Les transaccions amb 6 criptomonedes estaven disponibles a la plataforma: Bitcoin (BTC), Ethereum, Litecoin, Bitcoin Cash, Ripple, USDT. També hi ha monedes fiduciaries disponibles: hryvnia, dòlar dels EUA, euro, iuan xinès i ruble rus.
El juny de 2021, es van afegir les monedes següents: ChainLink, Binance Coin, OMG Network, Enigma, Compound, Uniswap.
El juliol de 2021, l'intercanvi va llançar una plataforma de tokenització d'actius. La primera plataforma que va tokenitzar el seu negoci amb la plataforma Binaryx va ser l'empresa d'Europa de l'Est Genius Marketing.